# Unschlittplatz

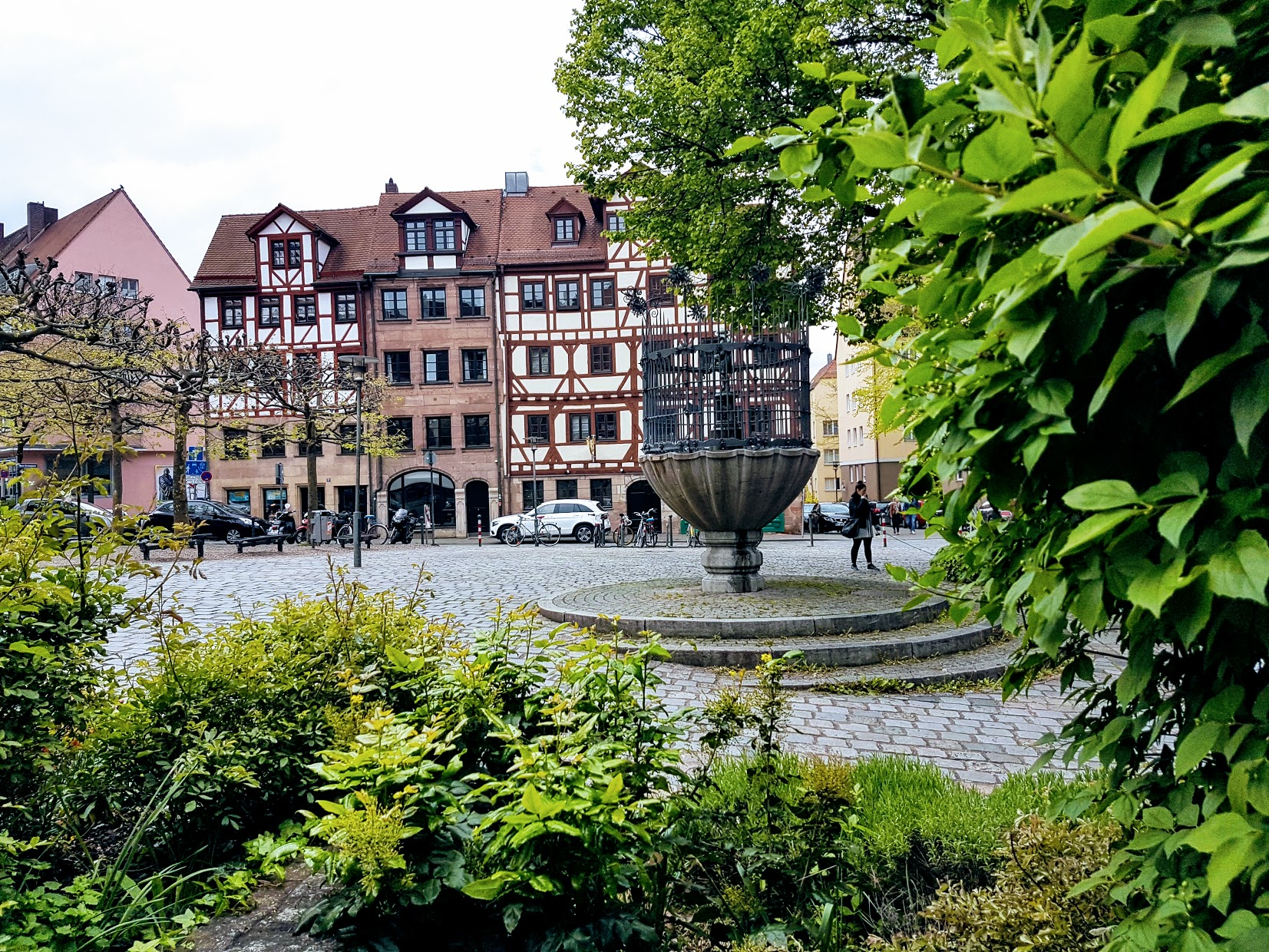
La place avec la fontaine de la cornemuse (2017)

L'Unschlittplatz est une place du centre de Nuremberg. En tant qu'ensemble de monuments médiévaux, c'est l'un des sites historiques les plus importants de la vieille ville du sud de Nuremberg et une station sur le mile historique de Nuremberg.
L'Unschlittplatz est située dans la vieille ville de Lorenz au sud de la rivière Pegnitz entre les ponts Maxbrücke et Henkersteg au nord, et la Karl-Grillenberger-Straße au sud.

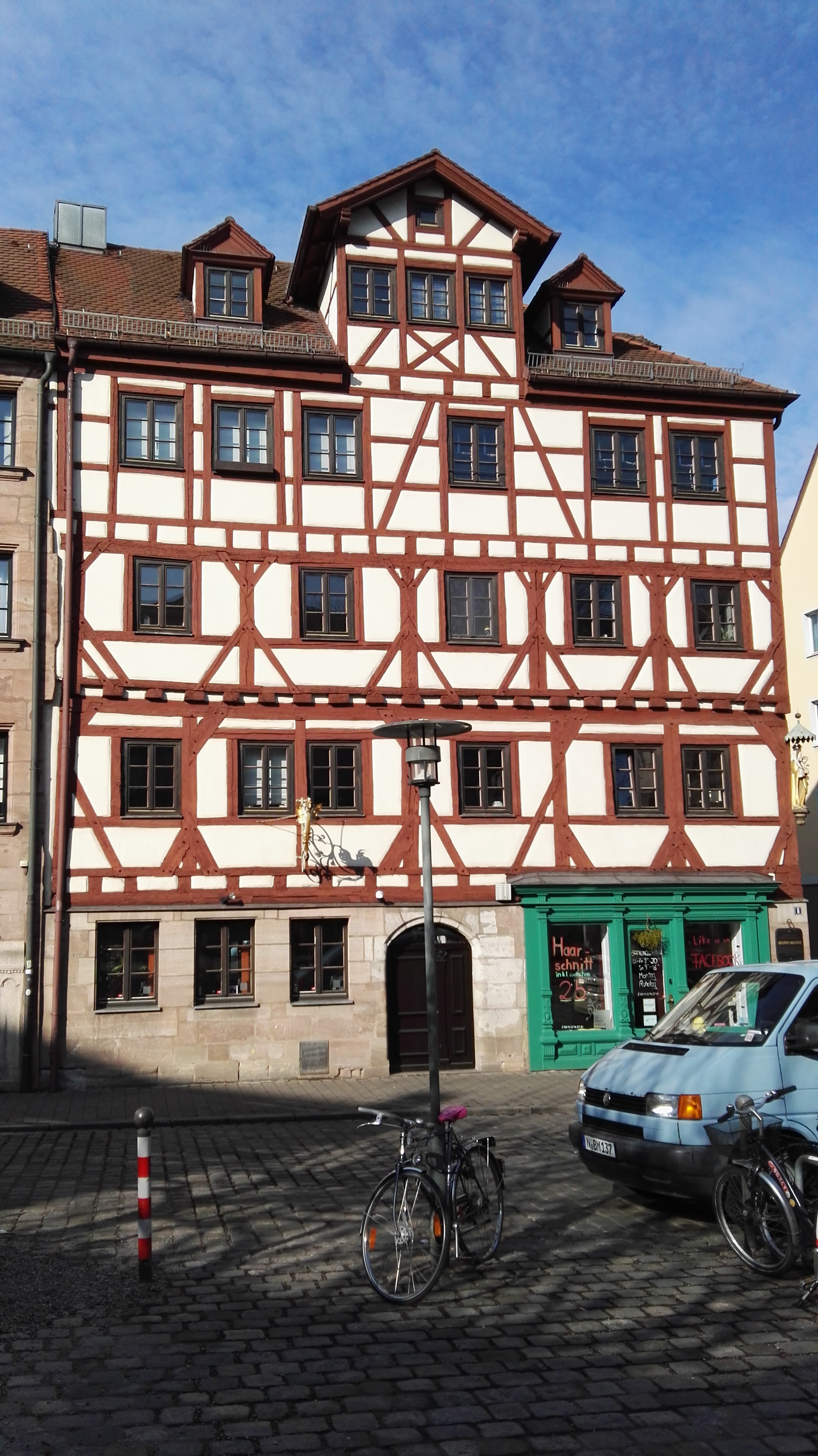
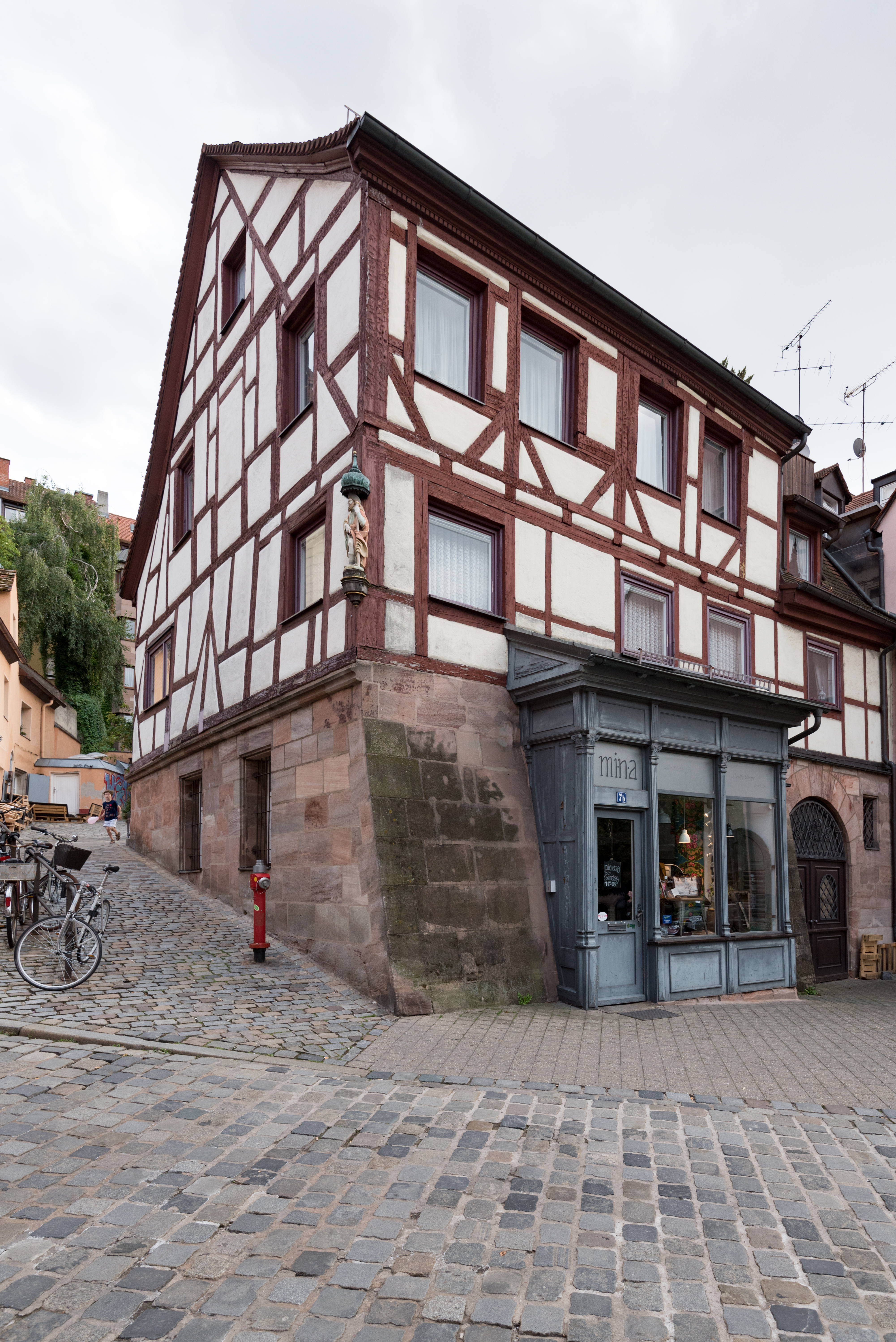
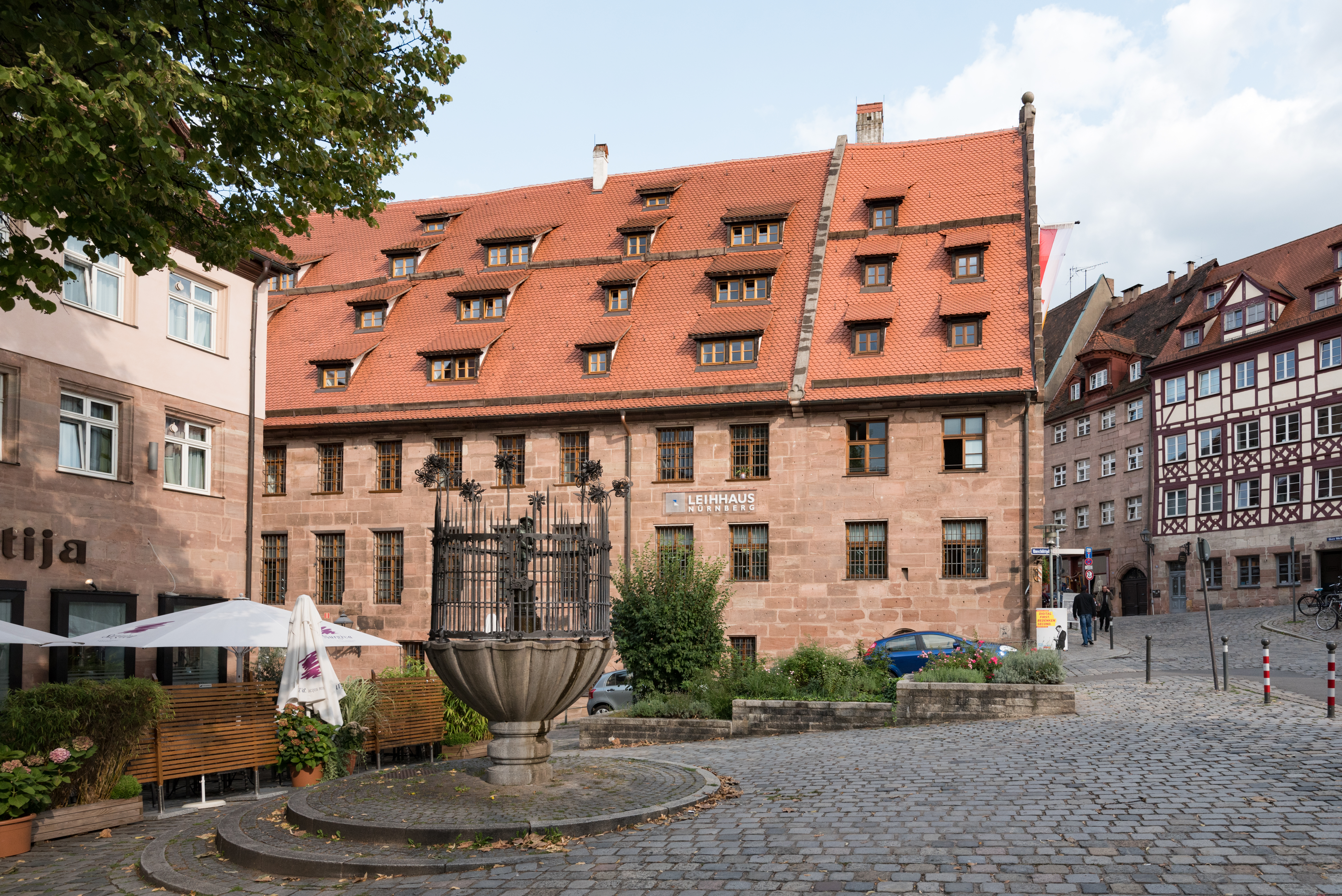

## Histoire

### Noms du lieu
L'Unschlitthaus sur le côté est de l'Unschlittplatz a donné son nom à la place. C'était l'un des sept greniers que possédait la ville au XVe siècle. L'entrepôt porte son nom de l'Unschlittamt, qui se trouvait au rez-de-chaussée en 1562 et était l'autorité municipale monopolistique pour Unschlitt et le suif. Tous les bouchers devaient y vendre les déchets de graisse. Unschlitt était jusqu'au 19 Siècle d'une grande importance en tant que matière première pour les bougies de suif, la graisse de voiture et la cire de chaussures.
À l'époque de la ville impériale, l'Unschlittplatz s'appelait initialement Beim Hieserlein. En souvenir, il y a une fontaine murale à l'Unschlitthaus avec le masque facial en bronze de Hieserlein (vers 1400 ; original au Musée national germanique). Le terme Hieserlein pourrait désigner le ruissellement de l'eau, mais aussi l'abréviation Hiesel pour le nom masculin Matthias, une désignation pour une personne simple d'esprit.
La place porte également le nom de la taverne de la Table d'Or. Plus tard, elle a été nommée d'après l'Unschlitthaus. En 1809/10, la place reçut le nom d'Unschlittmarkt et seulement en 1870 son nom actuel Unschlittplatz.

### Kaspar Hauser

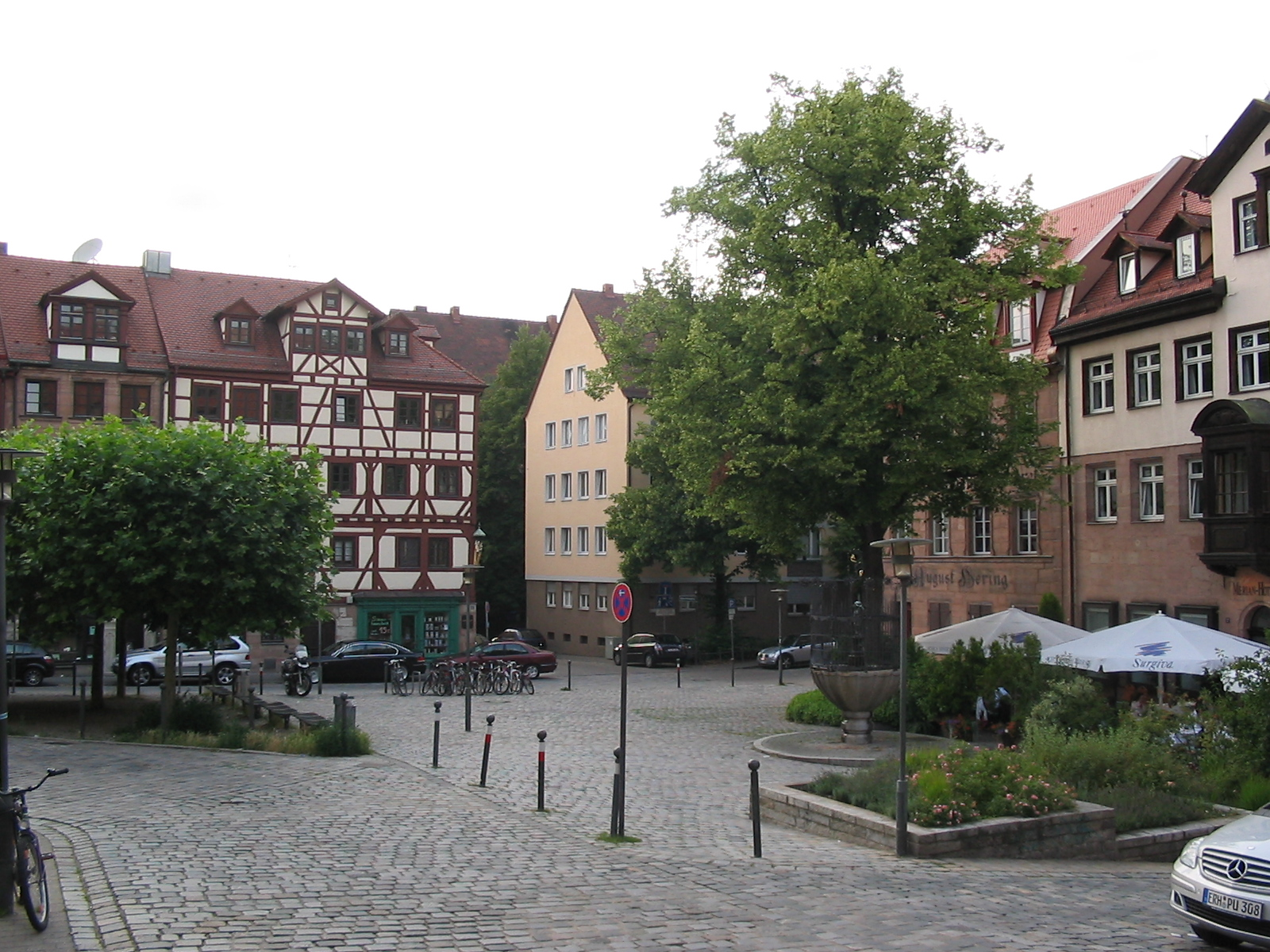
L'Unschlittplatz. La maison n ° 8 est au milieu de l'image.

L'Unschlittplatz a acquis une renommée nationale lorsque, le 26 mai 1828 Kaspar Hauser apparaît et parle à deux personnes de Nuremberg au coin de la maison du numéro 8. Le destin et l'origine de l'étranger et sa mort violente à Ansbach en 1833 ont occupé le monde à l'époque et ont donné lieu à d'innombrables recherches et adaptations littéraires à ce jour. Kaspar Hauser est commémoré non seulement par une plaque commémorative sur la maison de l'Unschlittplatz n° 8, mais aussi par un monument de rue de l'artiste Sabine Richter. Elle a travaillé un poème sur Kaspar Hauser du poète polonais Ryszard Krynicki en allemand et en polonais sur une bande de métal de 12 mètres de long encastrée dans le trottoir de l'Unschlittplatz. Une place centrale du Kreuzgassenviertel a été nommée Kaspar-Hauser-Platz en 1989. Elle se trouve au nord-ouest d'Unschlittplatz sur les rives du Pegnitz près des passerelles Kettensteges.

## Bâtiments historiques

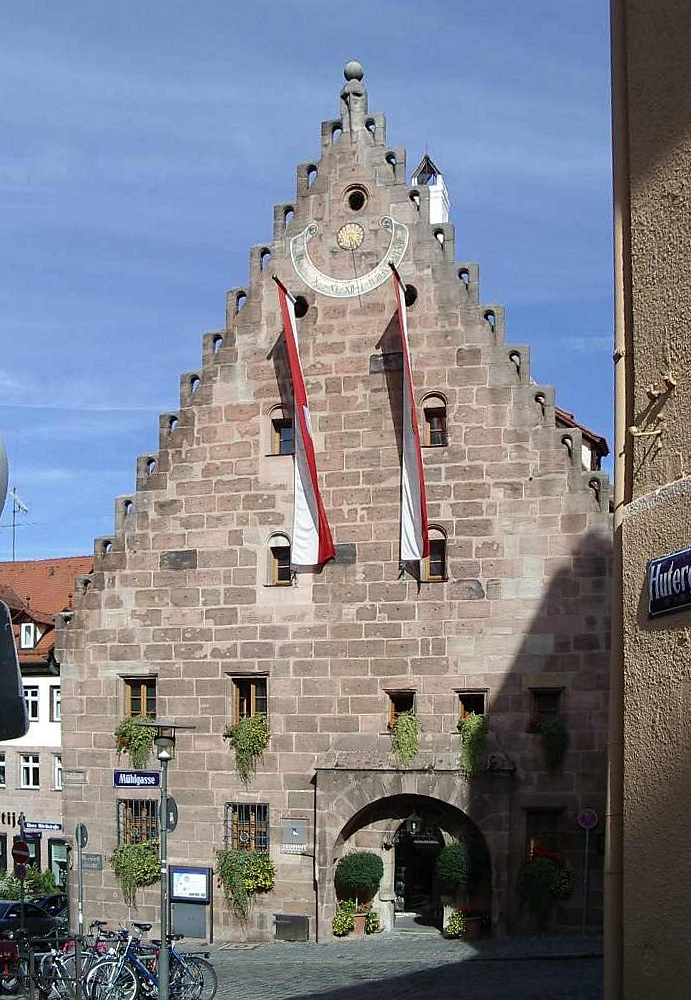
Unschlitthaus à Nuremberg

Avec ses bâtiments médiévaux, l'Unschlittplatz est l'un des rares ensembles historiques préservés de la ville de Nuremberg. Sur la rive sud de la Pegnitz, l'Unschlitthaus prolonge l'ancienne enceinte de la ville. En face se dresse un palais baroque de 1754 par Konrad Büttner. Le dernier étage a été construit en 1860 et le chœur a été ajouté en 1912.
En 1972, cinq maisons médiévales qui avaient survécu à la Seconde Guerre mondiale devaient être démolies, dont les maisons de l'Unschlittplatz 8-12 du côté ouest. La résistance des Amis de la vieille ville de Nuremberg a empêché leur démolition. Les maisons ont été restaurées dans les années 1976 à 1981 et ont depuis lors restitué l'aspect ancien de la place avec leurs colombages apparents.
Erich Mulzer a écrit : « Parmi les maisons de l'Unschlittplatz, la rangée n° 8-12, restaurée en 1981, est la plus remarquable. Le bâtiment d'angle droit, mentionné dès 1599 comme la maison à l'image de la Vierge Marie, possède une belle Madone en bois sculpté (originale au Germanisches Nationalmuseum). D'après les formes de la structure à pans de bois, le noyau du bâtiment appartient toujours au 15e siècle. Tout aussi ancienne se trouve une petite maison d'artisan (avec un joli loft de style Nuremberg de 1900) qui s'ouvre au sud du groupe de maisons. La maison de l'Unschlittplatz 5 Zum Mühlstein de la seconde moitié du XVIIIe siècle a une porte néo-gothique d'environ 1840 et un riche porte-à-faux artisanal du début du siècle. A droite (n° 7) se trouve un bâtiment résidentiel caractéristique de 1852 avec un chœur en bois de 1950. En face du pignon Unschlitthaus se trouve le Hauptmannshaus, un appartement de service pour les officiers de la ville impériale, avec une structure à colombages plusieurs fois modifiée, un porche de magasin de 1881 et la figure d'angle de Saint Rochus de 1520 (original dans la chapelle du cimetière Johannisfriedhof). Au sud de l'Unschlittplatz se dresse le haut bâtiment en grès de l'ancienne Almosmühle (Mühlgasse 3) avec l'année 1617 et l'emblème du meunier. L'énergie hydraulique était fournie par le Fischbach, qui est canalisée aujourd'hui, mais qui emprunte toujours le même itinéraire.
Une copie de la fontaine du joueur de cornemuse se trouve sur l'Unschlittplatz depuis 1959. La fontaine a été créée en 1880 comme une réplique d'un modèle en bois d'environ 1550 (conservé au Germanisches Nationalmuseum).

## Littérature
- Herbert Maas : Le nom de l'Unschlittplatz. Dans : Rapports de la vieille ville de Nuremberg, éd. : Altstadtfreunde Nürnberg e. V., numéro 6 (1981), p. 29-34
- Erich Mulzer : Sur les traces de l'Unschlittplatz. Dans : Rapports de la vieille ville de Nuremberg, éd. : Altstadtfreunde Nürnberg e. V., numéro 6 (1981), p. 35-82
- Erich Mulzer: Revue Unschlittplatz . Dans : Rapports de la vieille ville de Nuremberg, éd. : Altstadtfreunde Nürnberg e. V., numéro 8 (1983), p. 23-50
- Wiltrud Fischer-Pache

## Liens web
- Manfred Wirth : Unschlittplatz, Untere Kreuzgasse
- Histoire des amis de la vieille ville : sauver les maisons de l'Unschlittplatz